# Élacestrant
L'élacestrant est un médicament anti-œstrogène utilisé dans le traitement de certaines formes du cancer du sein et vendu sous le nom de marque Orserdu.

## Mode d'action
Il agit en bloquant l’action des œstrogènes . Il peut interagir avec des médicaments qui affectent le CYP3A4 .

## Usage médical
Est un médicament utilisé pour traiter le cancer du sein . Il est particulièrement utilisé pour les maladies avancées ER-positives, HER2 -négatives, ESR1 -mutées qui ont échoué à d'autres traitements. Le médicament est utilisé chez les femmes après la ménopause ou chez les hommes. Il est pris par voie orale .

## Effets secondaires
Les effets secondaires de ce médicament comprennent des douleurs musculo-squelettiques, des nausées, une augmentation du cholestérol, des enzymes hépatiques élevées, une augmentation des triglycérides, de la fatigue, une diminution de l'hémoglobine, une diminution du sodium, des problèmes rénaux, de la diarrhée, des maux de tête, de la constipation, des douleurs abdominales, des bouffées de chaleur ou des maux d'estomac . L'utilisation de ce médicament pendant la grossesse peut nuire au fœtus. 

## Histoire
Le médicament a été approuvé pour un usage médical aux États-Unis en 2023. Aux États-Unis, cela coûte environ 22 500 dollars américains par mois.